# Aleksandrowka (rejon korieniewski)
Aleksandrowka (ros. Александровка) – wieś (ros. село, trb. sieło) w zachodniej Rosji, w sielsowiecie tołpińskim rejonu korieniewskiego w obwodzie kurskim.

## Geografia
Miejscowość położona jest nad rzeką Tołpinka, 6,5 km od centrum administracyjnego sielsowietu tołpińskiego (Tołpino), 9 km od centrum administracyjnego rejonu (Korieniewo), 89 km od Kurska.
W granicach wsi znajduje się 148 posesji.

## Demografia
W 2010 r. wieś zamieszkiwały 233 osoby.